# Pelješki zvončić
Pelješki zvončić (lat. Campanula cremnophila) je biljka iz porodice zvončika (Campanulaceae). Raste jedino u Hrvatskoj raste na pelješkom poluotoku i otocima Olipa i Jakljan. Ime vrste 'cremnophila' znači 'ona koja voli pukotine stijena'.
Vrsta je otkrivena 2019.